# Xenlala
Xenlala (pronunciado ['ʃen.la.la], en árabe: شملالة‎, en lenguas bereberes: ⵉⵛⴻⵎⵍⴰⵍⴻⵏ, en francés: Ichemlalen) es una localidad marroquí perteneciente al municipio de Amexáu, en la región Oriental. Desde 1912 hasta 1956 perteneció a la zona norte del Protectorado español de Marruecos.